# Green Green Grass
Green Green Grass è un singolo del cantante britannico George Ezra, pubblicato il 22 aprile 2022 come secondo estratto dall'album Gold Rush Kid.

## Video musicale
Il video musicale del brano è stato diretto da Isaac Ravishankara e pubblicato il 4 maggio 2022.

## Tracce
1. Green Green Grass – 2:48

## Classifiche

### Classifiche settimanali
| Classifica (2022-23) | Posizione massima |
| -------------------- | ----------------- |
| Australia            | 19                |
| Austria              | 17                |
| Belgio (Fiandre)     | 2                 |
| Belgio (Vallonia)    | 28                |
| Germania             | 55                |
| Irlanda              | 4                 |
| Islanda              | 23                |
| Paesi Bassi          | 29                |
| Regno Unito          | 3                 |
| Repubblica Ceca      | 93                |
| Slovacchia           | 65                |
| Svezia               | 44                |
| Svizzera             | 58                |

### Classifiche di fine anno
| Classifica (2022) | Posizione |
| ----------------- | --------- |
| Islanda           | 65        |
| Paesi Bassi       | 100       |
| Regno Unito       | 15        |
| Classifica (2023) | Posizione |
| Regno Unito       | 32        |